# Marine impériale
La Marine impériale fu la marina militare francese durante il Primo Impero. Questa marina si formò con le navi della Marina Rivoluzionaria francese, già del Regno di Francia spazzato via dalla Rivoluzione francese, ma non riuscì mai a vincere il confronto in mare con la Royal Navy inglese. Il nome venne poi riutilizzato durante il Secondo Impero francese di Napoleone III.

## Storia

### Le guerre napoleoniche

La bandiera di guerra della Marina Rivoluzionaria francese

La Rivoluzione Francese aveva colpito pesantemente gli uomini della Royale, come veniva chiamata la Marina reale francese, epurati in base a criteri di fedeltà all'idea rivoluzionaria piuttosto che alla competenza tecnica, e del resto molti degli ufficiali in servizio all'atto della Rivoluzione erano nobili, per cui vennero in buona parte rimossi dai loro incarichi. La necessità di proteggere le linee di comunicazione marittime con le colonie e gli Stati Uniti d'America costrinse la marina francese rivoluzionaria a confrontarsi con lo schiacciante predominio dei mari esercitato dalla Royal Navy, che poteva schierare in tempo oltre un centinaio di vascelli e ben oltre 200 fregate, sebbene dispersi in tutto il mondo a protezione degli interessi britannici. Pertanto, in continuità con la linea precedentemente seguita dal Regno, venne disposto un imponente programma di costruzioni navali con innovazioni importanti, ma per contro il ferreo blocco predisposto dagli inglesi impediva agli equipaggi di esercitarsi in mare aperto, con gravi conseguenze per l'efficienza degli equipaggi.
Nel 1792, la marina francese disponeva di 80 vascelli e 78 fregate. Nel 1799, non erano rimasti che 49 vascelli e 54 fregate, nonostante l'imponente programma di costruzioni lanciato durante la Rivoluzione. Sotto Napoleone, dal 1799 al 1814, vengono costruiti 87 vascelli (tra i quali parecchi delle potenti classi Tonnant da 80 cannoni e Commerce de Marseille da 118 cannoni), oltre alle 59 fregate, indispensabili per le scorte e la ricognizione (anche in questo caso con cannoni da 18 libbre, quando non da 24, fino alle grosse fregate da 40 cannoni, inferiori solo alle Constitution statunitensi). Per quanto riguarda comunque le spese dedicate dalla Francia alla potenza navale, sommando i bilanci del Consolato e dell'Impero, si arriva all'incirca al 37 % di quelle spese invece dal Regno Unito per la Royal Navy, anche se va detto che i compiti della RN erano enormemente più vasti.

#### I fatti salienti

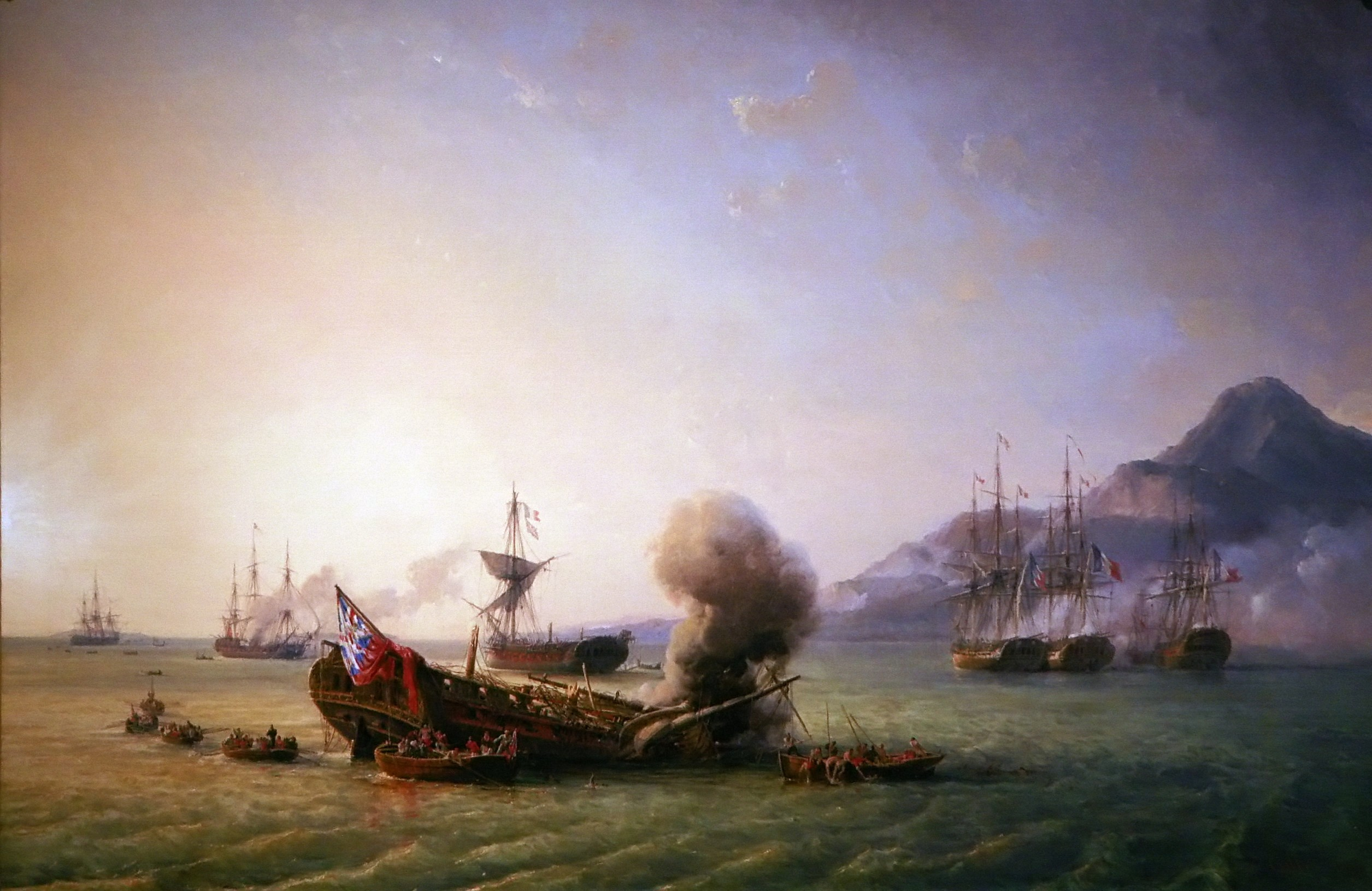
Un dipinto della battaglia di Grand Port: da sinistra a destra la HMS Iphigenia che abbassa la bandiera (in effetti successe il giorno dopo), la HMS Magicienne divorata dal fuoco, la HMS Sirius distrutta col fuoco, la HMS Nereide che si arrende, le fregate francesi Bellone e Minerve; sullo sfondo la nave della Compagnia delle Indie Victor e la HMS Ceylon

L'assedio di Tolone del 1793 comportò la distruzione di buona parte della flotta passata nelle mani dei realisti, e incendiata dagli inglesi prima di ritirarsi. Altri episodi salienti, sempre sfavorevoli alla marina francese, furono la battaglia del Nilo, la battaglia di Trafalgar ed altri episodi minori come entità ma rilevanti sotto il profilo del morale dei francesi, come l'affondamento della Droits de l'Homme. L'unico episodio nel quale vi fu una netta vittoria di una squadra francese su una britannica fu nella battaglia di Grand Port a Mauritius, dal 23 al 28 agosto 1810. In questo episodio, riportato anche sull'Arc de triomphe a Parigi, una squadra di fregate francesi, comandata dal commodoro Hamelin, contrastò l'attacco di una squadra britannica che aveva preventivamente occupato anche l'Ile de Passe, un'isola che domina l'accesso alla baia di Grand Port, controllando le sue batterie di cannoni. All'ingresso in porto della squadra di Hamelin fece seguito un cannoneggiamento delle batterie sull'isola, che solo all'ultimo momento aveva alzato la bandiera britannica (mossa ammissibile secondo il codice di comportamento navale dell'epoca) al posto di quella francese, e della fregata inglese HMS Néreide, danneggiata e dotata di cannoni da 12 libbre quindi in grado di fare pochi danni alle fregate pesanti della squadra francese. La squadra britannica seguì quindi i francesi bloccando l'ancoraggio e penetrando lo stretto canale navigabile, tranne la fregata HMS Sirius che si incagliò irrimediabilmente sugli scogli. Nei due giorni intensissimi di combattimento che seguirono, le fregate inglesi danneggiarono pesantemente i loro avversari, ma esaurite le munizioni e sotto il costante fuoco dei cannoni pesanti francesi, cui si unirono anche le batterie terrestri, dovettero far saltare le navi in aria o arrendersi. La battaglia è descritta efficacemente nel romanzo storico Verso Mauritius di Patrick O'Brian.

#### I risultati
Sebbene la marina francese fosse assolutamente superiore per qualità delle navi, costruite da eccellenti architetti navali ed armate con i migliori materiali che l'Europa occupata potesse garantire, dalla quercia della Dalmazia alla tela da vele di Riga, gli equipaggi non si sentirono quasi mai all'altezza dei loro avversari, addestrati a confrontarsi con qualunque condizione di mare ed anche in inferiorità numerica come a Trafalgar. In aggiunta a ciò, verso la fine della guerra, Napoleone spesso prelevò i cannonieri dalle navi per rinforzare l'artiglieria dell'esercito, sostituendoli con inesperti soldati della leva di terra e quindi peggiorando le capacità operative della flotta.
La flotta imperiale ottenne comunque il raggiungimento di un obiettivo tattico, anche se non seppe trasformarlo in un vantaggio strategico: tenere bloccata davanti ai propri porti una considerevole parte della Royal Navy, secondo il concetto della flotta in potenza, teorizzata già nei secoli precedenti da un ammiraglio inglese e che verrà ripresa in seguito nell'Ottocento da Alfred Thayer Mahan. I porti di Tolone, base della squadra mediterranea, e Brest, base principale della squadra atlantica, ma anche La Pallice ed altri porti minori vennero sottoposti a rigidi blocchi da parte delle squadre britanniche, che anche più volte al giorno si avvicinavano per contare le navi in rada nel caso che qualcuna di esse fosse sfuggita al blocco rendendosi così un potenziale pericolo per i traffici commerciali britannici, con qualsiasi tempo ed in qualsiasi stagione. Di conseguenza il logorio delle navi inglesi era elevato, ma per contro il superbo e forzatamente incessante addestramento degli equipaggi intimidiva la marina francese che a parte rarissimi casi non vinse mai un duello con navi britanniche di pari forza.
In ogni caso le navi francesi avevano comunque alcuni difetti intrinseci, che probabilmente riflettevano la dottrina alla base del loro impiego; in generale le fregate e le corvette avevano una linea molto filante che garantiva loro una buona manovrabilità e prestazioni, ma la robustezza non era all'altezza delle navi inglesi, e la loro capacità in termini di carico utile, indispensabile per garantire lunghi periodi in mare senza rifornimento, non era elevata. In un caso, quello del vascello Commerce de Marseille da 120 cannoni catturato durante l'assedio di Tolone del 1794, questo rimase in servizio per pochi anni, venendo destinato ai servizi in porto nel 1800 proprio a causa della sua debolezza strutturale.

### La guerra franco-prussiana
La Marine impériale di Napoleone III venne potenziata rispetto alla Marine Royale del dopo-Restaurazione dalla quale si era formata, per poter reggere il confronto ancora una volta con la Royal Navy ma anche per supportare le mire egemoniche del nuovo imperatore verso la Germania e verso la Regia Marina nel teatro del Mediterraneo. In realtà la flotta non venne mai impegnata in combattimento, ed anche durante la guerra franco-prussiana i confronti furono limitati a scontri tra singole unità, o al blocco navale delle coste avversarie.